# Мария-Антуанетта (фильм, 1938)
«Мария-Антуанетта» (англ. Marie Antoinette) — американская мелодрама Вудбриджа Стронга Ван Дайка 1938 года с Нормой Ширер в главной роли.

## Сюжет
1769 год. Австрия. Вена. Императрица Австрии Мария Терезия сообщает дочери Марии-Антуанетте, что ею  только что подписан брачный договор с французским королевским двором. Мария-Антуанетта радуется в предвкушении того, что ей суждено стать королевой Франции.
16 мая 1770 года. Франция. 15-летняя Мария-Антуанетта по воле матери, императрицы Австрии, выходит замуж за наследника трона Франции Луи Августа. Мужчина не привлекает принцессу и вызывает только раздражение. Но ещё больше Марию-Антуанетту раздражает ехидный, извращённый и больной дед её мужа - правящий король Людовик XV, а также его фаворитка — интриганка мадам Дюбарри, чувствующая угрозу со стороны будущей королевы.
По совету герцога Орлеанского Мария находит развлечения в светской жизни и вступает в любовную связь с графом Акселем фон Ферзеном. Дело доходит до скандала, когда Мария публично оскорбляет фаворитку короля. Девушку собираются с позором вернуть родителям, но в дело вмешивается судьба: Людовик XV внезапно умирает, и Мария-Антуанетта становится королевой Франции. Расходы двора при её правлении становятся огромными и вызывают негодование в народе. И потому с первого дня Французской буржуазной революции королева становится врагом конституционно-демократического режима.
5 октября 1792 года разъярённая парижская чернь врывается в Версаль. На следующий день королевскую семью арестовывают, а в январе 1793 года Людовика XVI приговаривают к смерти. Через десять месяцев, 16 октября, Мария-Антуанетта казнена.

## В ролях
| Актёр               | Роль                                        |
| ------------------- | ------------------------------------------- |
| Норма Ширер         | Мария-Антуанетта                            |
| Тайрон Пауэр        | Аксель фон Ферзен                           |
| Джон Бэрримор       | король Людовик XV                           |
| Роберт Морли        | король Людовик XVI                          |
| Анита Луиз          | мадам де Ламбаль                            |
| Джозеф Шильдкраут   | герцог Орлеанский                           |
| Глэдис Джордж       | мадам Дюбарри                               |
| Генри Стивенсон     | Флоримон де Мерси-Аржанто                   |
| Кора Уизерспун      | Анна Клод Луиза д'Арпажон , графиня де Ноай |
| Барнетт Паркер      | Луи Рене Эдуард де Роган-Гемене             |
| Реджинальд Гардинер | граф д’Артуа                                |
| Генри Дэниелл       | Николя де ла Мотт                           |
| Джозеф Каллея       | Друэ                                        |
| Джордж Микер        | Робеспьер                                   |
| Уолтер Уокер        | Бенджамин Франклин (нет в титрах)           |
| Энтони Уорд         | Марат (нет в титрах)                        |
| Вейд Кросби         | Дантон (нет в титрах)                       |
| Джон Бартон         | Лафайет (нет в титрах)                      |
| Скотти Бекетт       | дофин Людовик                               |
| Рут Хасси           | герцогиня де Полиньяк                       |
| Альма Крюгер        | императрица Мария Терезия                   |
| Мерлин Ноулден      | принцесса Мария Тереза                      |
| Альберт Деккер      | граф де Прованс                             |
| Леонард Пенн        | Тюлан                                       |
| Найджел Де Брулир   | архиепископ Кристоф де Бомон                |
| Гарри Дэвенпорт     | монсеньор де Косса (нет в титрах)           |
| Эстер Говард        | прохожая (нет в титрах)                     |
| Гарри Кординг       | палач (нет в титрах)                        |
| Рафаэла Оттиано     | Луиза, служанка (нет в титрах)              |
| Виктор Килиан       | стражник в камере Луи (нет в титрах)        |